# 肯德里克·拉马尔
堅迪·拿瑪·達克沃斯（英語：Kendrick Lamar Duckworth，1987年6月17日—），美国饒舌歌手、詞曲作家及音樂製作人，出生于美国加利福尼亚州康普頓。2003年以混音带《Youngest Head Nigga In Charge》崭露头角，在2004年，拿瑪签约到位于加州卡森的唱片公司Top Dawg娱乐，在2012年拿瑪与Aftermath娱乐和新視鏡唱片签下合资协议。拿瑪亦是西海岸嘻哈超级乐团黑嬉皮的成员。2018年，拉瑪榮獲普立茲音樂獎，成為第一位獲此殊榮的古典和爵士樂流派之外的音樂家。
拉瑪在2015年凭借歌曲〈I〉荣获葛萊美獎最佳饒舌演出以及最佳饒舌歌曲的奖项，这也是他在2015年抱走的兩個饒舌音樂的最高殊榮獎項。同年3月16日，他发布了第三张录音室专辑《美國蝴蝶夢》，该专辑以三十多万的销量蝉联Billboard专辑榜冠军两周。
2015年，拉瑪和美國創作歌手泰勒絲合作，出了混音版的〈敌对〉，該錄影帶成為VEVO史上單日點閱率最高的錄影帶，也因此拉瑪走上事業高峰並獲得一座葛萊美獎。同時，此影片當中的歌詞也是在影射美國歌手凯蒂·佩里，原版本音樂收錄在泰勒絲的第五張專輯《1989》中。2023年，重录版本的〈敌对〉混音版收录在了《1989 (重制版) (豪华版)》中。2024年，他与德雷克的公开不和催生出了热门单曲〈Like That〉和〈不像我们〉。后者成为格莱美奖历史上获奖最多的歌曲，共获五项大奖，包括年度歌曲和年度制作。无预警发行的第六张专辑《GNX》首周销量达31.9万张，登顶公告牌专辑榜。2025年成为首位领衔超级碗中场秀的嘻哈艺人，也是首位两度在超级碗中场秀演出的嘻哈艺人。

## 早年
肯德里克·拉马尔·达克沃斯于1987年6月17日出生在美国加利福尼亚州的康普顿。他是父亲肯尼思·达克沃斯（Kenneth Duckworth）与母亲宝拉·奥利弗（Paula Oliver）的长子。他的父母都是来自芝加哥南区的非裔美国人。父亲曾是芝加哥南区帮派的“街头老手”，母亲则是一名美发师，两人青少年时期从芝加哥搬迁至加州康普顿，部分原因是父亲曾与“黑门徒”帮派有联系。拉马尔的名字取自灵魂乐队诱惑合唱团的主唱埃迪·肯德里克斯。他的父母昵称他为“Man-Man”，因为他从小表现得早熟。但拉马尔认为这个称呼反而让自己无法自然地表现出孩子的情绪。“有时候我受了伤，他们也希望我不掉眼泪。”
在七岁之前，拉马尔是家中唯一的孩子，母亲形容他性格孤僻。后来，父母又育有两名弟弟和一名妹妹——凯拉·索耶（婚前姓达克沃斯），她日后成为一名企业家。拉马尔的表亲还包括NBA球员尼克·杨和说唱歌手Baby Keem。拉马尔一家曾长期依靠政府补助、粮食券生活，并曾陷入无家可归的困境。他们居住在政府资助的公屋区，虽然拉马尔没有加入任何帮派，但他的成长环境与西区派鲁帮密切相关。尽管童年生活充满艰难，拉马尔回忆起那段时光时仍充满温情。他回忆偷溜进父母举办的派对，正是这些记忆激发了他对嘻哈音乐的兴趣。
他从小接受世俗化的教育，虽偶尔随家人参加教堂活动，真正接触圣经主要来自外祖母的教导。但由于牧师布道内容的空泛和片面，他在童年时常感到灵性上的空虚与不满足。当第一次听到自己的声音录音时，拉马尔对说唱产生了浓厚兴趣。他对美国社会暴力的认知，始于1992年洛杉矶骚乱第一天的亲身经历。当时他只有五岁，却在自家公寓门外亲眼目睹一名少年毒贩遭遇驾车枪击身亡。多年后他向媒体坦言，那一幕深深震撼了他，让他意识到这不仅是眼前所见的现实，更可能是必须习惯的生活常态。
在学校里，拉马尔是个安静、善于观察的学生，成绩优异，但也患有口吃问题。他在罗伯特·E·麦克奈尔（Robert E. McNair）小学上一年级时，因在课堂上准确使用了“audacity”一词而被老师鼓励去尝试写作。到了七年级，在先锋学习中心求学时，他遇到了英语教师雷吉斯·英格（Regis Inge），后者通过将诗歌融入课程，引导学生在种族紧张气氛中表达情感。拉马尔通过诗歌与嘻哈的融合，开始学习押韵、比喻与双关句，逐渐迷上了创作歌词。他说：“你可以把所有感受写在纸上，那些话对你来说都有意义。我喜欢那种感觉。”他常常在课堂上不做其他功课，只埋头写歌词。早期作品中充满粗俗词汇，但这成为他纾解心理创伤和青少年抑郁情绪的方式。英格老师在他成长过程中扮演了重要角色，经常批评他的词汇选择，并提出写作建议，帮助他提升语言表达。后来，拉马尔进入康普顿的百年纪念高中就读。在十年级时，他因上暑期课程被卷入帮派冲突中，令他十分痛苦。尽管他试图远离相关争斗，但很快仍被卷入康普顿纵欲的街头文化之中，多次面临健康危机及警方盘查。在父亲的一次干预下，他最终决心与这种生活方式划清界限。
16岁时，他因挚友去世而受洗并皈依基督教。2005年，他以全优成绩高中毕业。拉马尔原本有意进入大学攻读心理学与天文学，但最终决定暂停学业，全力投入音乐事业。

## 音乐事业

### 2004-2009：生涯之初
2004年時，堅迪·拉瑪當時為16歲，以K.Dot的筆名發行了他第一張完整的混音帶《Youngest Head Nigga in Charge》，這張混音帶是由Konkrete Jungle Muzik旗下所發行，而這張混音帶也幫助拉瑪獲得與Top Dawg娱乐的錄音合約。他便開始以Top Dawg的標誌錄製他的新混音帶，並在2005年發行了有26歌曲的混音帶《Training Day》。
在2006~2007年，拉瑪開始與美國西岸知名的饒舌歌手如傑伊·洛克和Ya Boy一同表演，也與西岸的退伍軍人歌手The Game一同做暖場表演。以K.Dot為筆名的拉瑪也同時客串了The Game的歌曲，如〈The Cypha〉及〈Cali Niggaz〉。後來，拉瑪發佈混音帶《Overly Dedicated》，標誌了他在音樂創作的轉變並受到傑寇的賞識。

### 2011：《Section.80》
拉瑪於2011年7月2日發行了他的首張錄音室專輯《Section.80》，其中收錄主打單曲〈HiiiPoWeR〉（由傑寇製作）。在一次宣傳表演中，他被史努比狗狗、Dr. Dre和Game稱為「西岸新國王」。

### 2012-2013：《好孩子．瘋狂城市（英语：Good Kid, M.A.A.D City）》
拉瑪的第二張專輯《好孩子．瘋狂城市》於2012年10月22日發行，是他首張主流廠牌專輯，由菲瑞·威廉斯等製作人參與製作，融合西岸嘻哈與強烈的幫派饒舌風格。主打單曲〈Swimming Pools (Drank)〉成為他首支進入美國告示牌百大單曲榜前20的單曲，其它曲目如〈Backseat Freestyle〉、〈Money Trees〉、〈M.A.A.D City〉、〈Poetic Justice〉和〈Bitch, Don't Kill My Vibe〉也取得不錯的商業成績。專輯因其非線性敘事與主題深度而廣受讚譽，《芝加哥論壇報》稱其為「顛覆幫派說唱套路的作品」。該專輯首週銷量達24.2萬張，登上Billboard 200第二名，成為當年男饒舌歌手最高的首週銷量專輯，並超越Eminem的《阿姆秀》成為Billboard 200歷史上停留最久的嘻哈專輯，2022年更達成連續十年榜上有名的紀錄。
拉瑪於2013年參與〈Control〉等六首歌曲的合作，其中在〈Control〉中的表現被視為了引發他與德雷克長達十年的競爭。

### 2015-2016：《美國蝴蝶夢（英语：To Pimp a Butterfly）》與《原生嘻哈（英语：Untitled Unmastered）》
拉瑪的第三張專輯《美國蝴蝶夢》於2015年3月15日提前上市。專輯融入爵士、放克和靈魂樂等非裔美國音樂元素，並邀請音浪、菲瑞·威廉斯等製作人參與。拉瑪的伴侶惠特尼·阿爾福德（Whitney Alford）在部分歌曲中提供背景和聲。專輯的單曲包括〈The Blacker the Berry〉、〈King Kunta〉、〈Alright〉和〈These Walls〉，均獲得一定的商業成功。《美國蝴蝶夢》首週銷量達32.4萬張，成為拉瑪首張登上美國Billboard 200及英國專輯榜榜首的專輯。Billboard稱讚其在警察暴力與種族緊張局勢高漲時，以深刻的意識饒舌打入主流。
2015年4月，拉瑪憑藉為泰勒絲的〈敌对〉混音版演唱獲得首支美國冠軍單曲。憑藉《美國蝴蝶夢》及其年度合作，拉瑪在第58屆格萊美獎頒獎典禮獲得11項提名，刷新饒舌歌手單屆提名數紀錄，最終斬獲5獎，包括最佳饒舌專輯（《美國蝴蝶夢》）、最佳饒舌演出和最佳饒舌歌曲（〈Alright〉）、最佳饶舌/演唱表演（〈These Walls〉）以及最佳音乐录影带（〈敌对〉）。他在典禮上演出的〈The Blacker the Berry〉、〈Alright〉與一首未命名歌曲的串燒表現廣受讚譽。
2016年3月，應籃球明星的請求，拉瑪發行首張合輯《原生嘻哈》，包含八首未命名、未完成但完全由他創作的歌曲，延續《美國蝴蝶夢》的爵士、放克與前衛風格。同年，他參與了威肯的〈Sidewalks〉與崔維斯·史考特的〈Goosebumps〉等多首商業成功的歌曲。

### 2017：《該死》

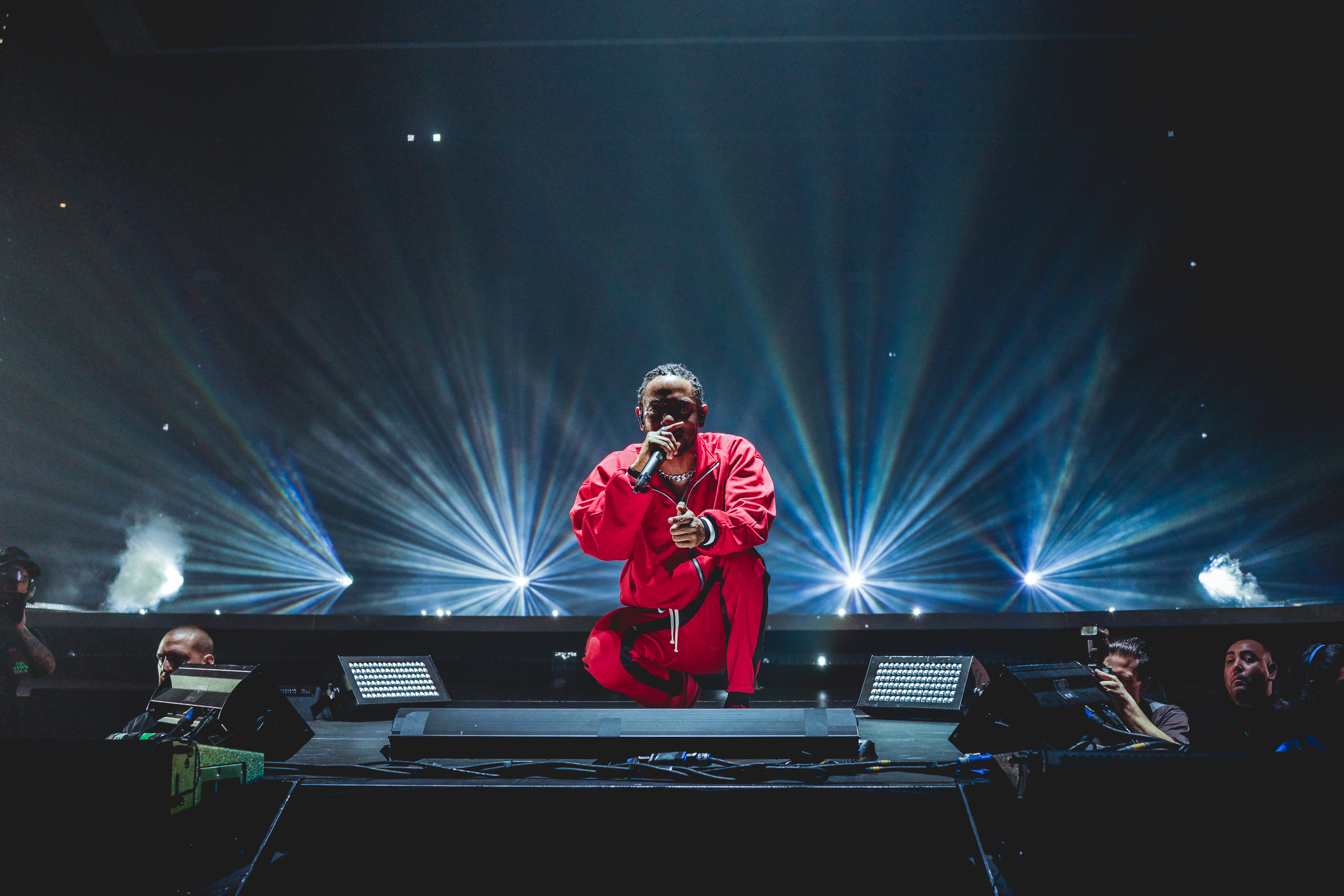
2017年的拉马尔在《该死》巡回演唱会波士顿站演出

拉瑪於3月30日推出主打單曲〈Humble〉。這首歌曲在告示牌百大單曲榜上首週排名第二，第二週登上冠軍，成為拉瑪首支以主唱身份奪冠的單曲。专辑《該死》於4月14日發行，風格更貼近主流，融入了R&B和流行音樂元素。其中的全部14首歌曲均進入告示牌百大單曲榜，其中〈忠誠〉和〈愛〉打入前20名。2018年4月16日，该专辑获得普立茲音樂獎，成為首張獲此殊榮的非古典或爵士音樂專輯。
2018年，拉瑪為漫威電影《黑豹》製作同名原聲帶，在全美音樂獎中獲得最受歡迎饒舌/嘻哈專輯獎。

### 2022：《士氣先生&幹大事者（英语：Mr. Morale & the Big Steppers）》
2021年，拉瑪參與了寶貝基姆的單曲〈Family Ties〉，該曲在第64屆格萊美獎中獲得最佳饒舌演出獎。
2022年2月13日，他聯合表演了第五十六屆超級盃中場表演，與Dr. Dre、史努比狗狗、Eminem等人合作。5月，他推出了宣傳單曲〈The Heart Part 5〉及第五張專輯《士氣先生&幹大事者》。這張專輯融合了爵士、R&B、陷阱音樂和靈魂元素，亦是當年首張在Spotify達到10億次播放的嘻哈專輯。
2023年，他低調結束了與Aftermath娱乐的合作，並與新視鏡唱片簽署了新的直接授權協議。

### 2024至今：與德雷克的公開不合與《GNX（英语：GNX (album)）》

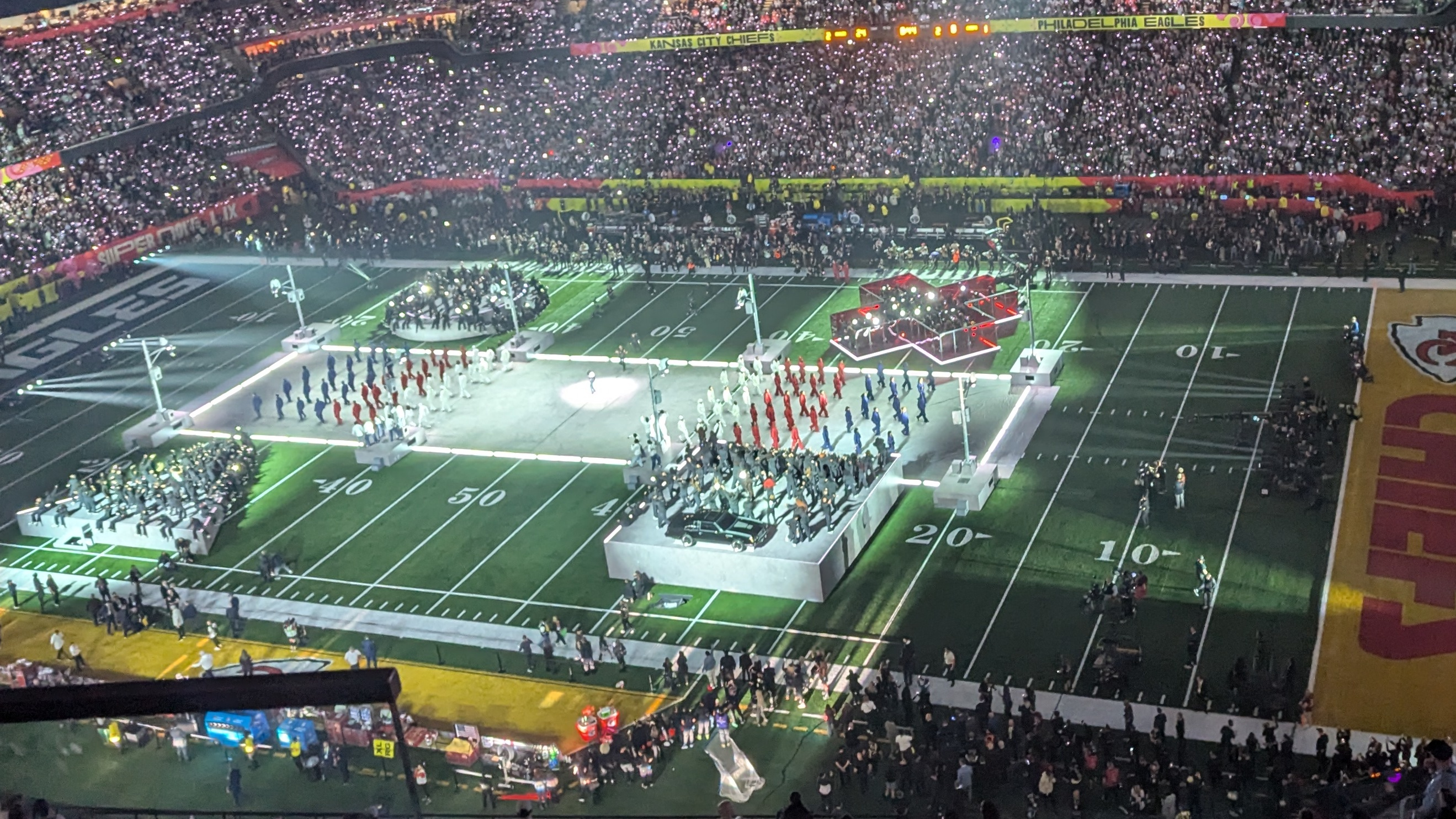
第五十九届超级碗中场秀现场

2024年3月，拉瑪在未來小子與都會小子的歌曲〈Like That〉中驚喜現身，並與傑寇和德雷克的衝突再度升級。該曲連續三週登頂告示牌百大單曲榜，成為拉瑪第三首冠軍單曲，也是首次空降榜首的作品。隨後在4月至5月間，拉瑪發表多首針對德雷克的diss單曲，包括〈欣快症〉、〈6点16分于洛杉矶〉、〈拜见格雷厄姆一家〉和〈不像我們〉。這些單曲均獲得好評，尤其〈不像我們〉成為首支在短時間內在排行榜登頂的饒舌歌曲。
為慶祝這一成就，拉瑪於六月舉行了一場名為《去去就来：肯和朋友们》的特別演唱會。9月8日，他被宣布為2025年第五十九屆超級盃中場秀的領銜表演嘉賓，成為首位單獨主持該表演的饒舌歌手。
11月22日，拉瑪在YouTube上獨家分享了歌曲〈GNX〉，並於同日突然釋出同名專輯，正式上架各大流媒体平台。
12月17日，他在YouTube上发布了一首名为“Money Without Me”的歌曲，据传来自《Section.80》的录制期间。12月，他客串出现在SZA的专辑《Lana》中，这是《SOS》（2022）的豪华再版。《公告牌》将拉马尔列为2024年最伟大的流行巨星，强调他的“新作品或曝光内容抓住了头条并吸引了文化关注”。在音乐之外，拉马尔主演了动画传记电影《Piece by Piece》（2024）。
2025年2月9日，拉马尔在第五十届超级碗中场秀上表演。他的演出还包括SZA、塞缪尔·L·杰克逊、塞雷娜·威廉姆斯和Mustard的客串与音乐表演。他的中场秀打破收视纪录，以1.335亿观众成为历史上收视率最高的超级碗演出，首次超越迈克尔·杰克逊1993年的第二十七届超级碗中场秀。
3月14日，拉马尔在花花公子卡蒂的专辑《MUSIC》惊喜现身，客串了〈MOJO JOJO〉〈BACKD00R〉〈GOOD CREDIT〉三首曲目。他与戴夫·弗里、特雷·帕克和马特·斯通签约，与派拉蒙影业制作一部喜剧电影。该片原计划于2025年7月4日上映，后推迟至2026年3月20日。2月17日，拉马尔成为第九位、也是首位在Spotify上月度听众超过1亿的说唱歌手。他还成为首位在美国同时拥有三张前十专辑的说唱歌手。

## 公众形象与争议
肯德里克·拉马尔以在公众中保持低调内敛，鲜少在公开场合谈论私人生活，且基本不使用社交媒体。尽管谨慎对待主流媒体采访，但接触过他的记者多评价其具备"禅意般的冷静"与务实性格。他在接受采访时坦言："在出名之外如此投入到我是谁中，有时这就是我所知道的。我一直是一个真的不会太专心去想和需要关注的人，我的意思是，虽然人人都渴望关注，但我对聚光灯并无执念。"他的歌词屡次成为媒体关注的焦点，既收获赞誉，也引发争议。

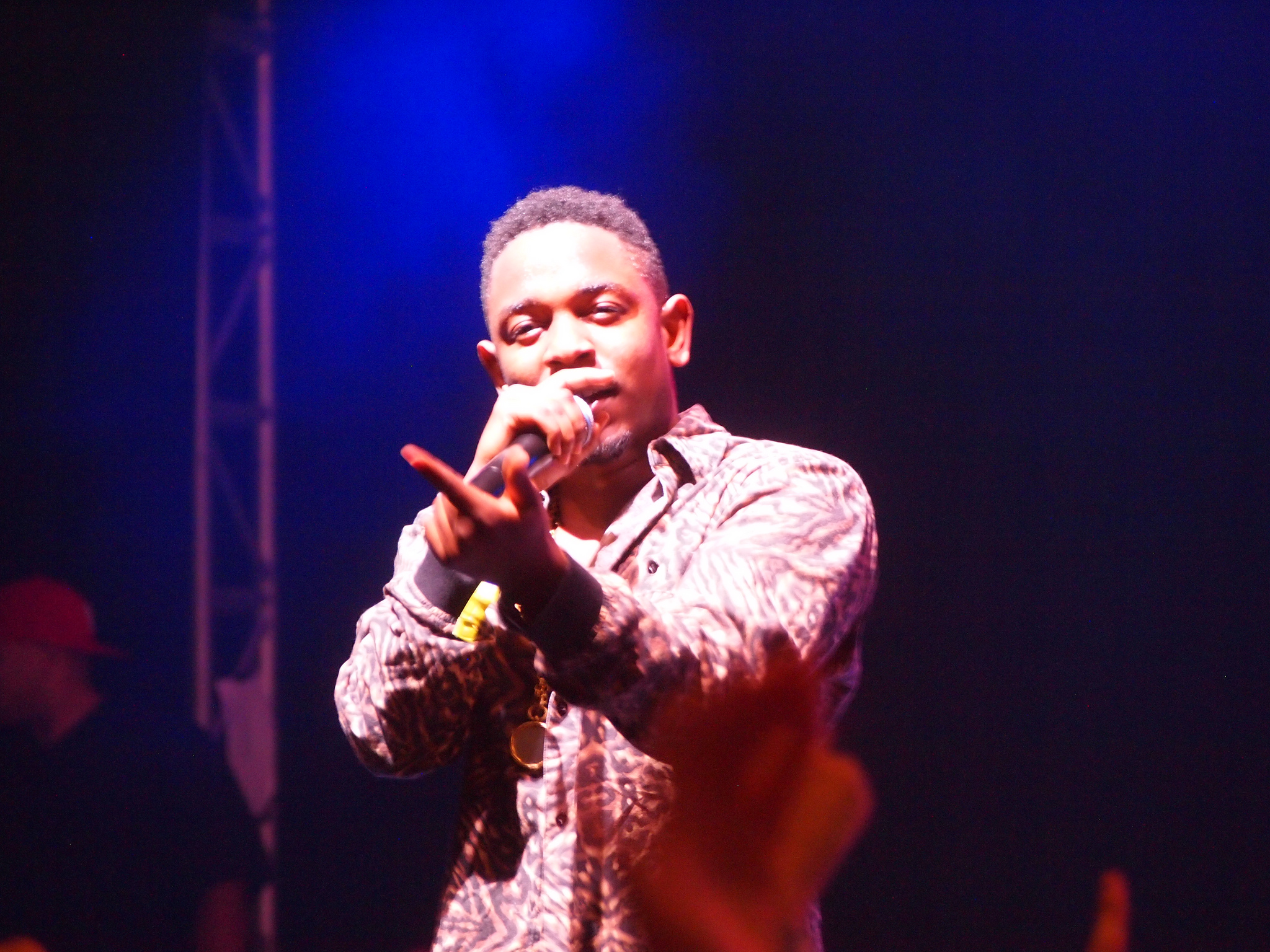
2012年的拉马尔

肯德里克·拉马尔的公众形象还受到他参与的多起嘻哈对立事件的影响。尽管有媒体宣称他在与德雷克的备受瞩目的交锋中获胜，也有评论认为，鉴于对立中出现的严厉指控和网络谣言，胜利带有些许“惨胜”之色。自《Good Kid, M.A.A.D City》发行以来，多家媒体称他为“当代嘻哈救世主”。也有批评者不满他“刺耳”的政治倾向，认为他有救世主情结。然而，拉马尔自认为“现世最伟大的说唱歌手”，这源于他与嘻哈音乐深厚的个人情感。

## 个人生活
肯德里克·拉马尔与未婚妻惠特尼·阿尔福德（Whitney Alford）相识于高中时期，两人于2015年4月正式宣布订婚。2019年7月26日，他们迎来了第一个孩子，女儿取名为乌兹（Uzi）。2022年，夫妇二人通过专辑《士气先生&干大事者》封面设计隐晦披露次子以诺（Enoch）诞生的信息。
拉马尔始终坚持不饮酒、不沾毒的生活方式。他曾在采访中透露，年轻时尝试过大麻，但因烟卷被掺入苯环己哌啶致幻剂而留下阴影，从此远离一切毒品。在谈及为何主动要求出演电视剧《权欲》中的吸毒者角色时，拉马尔表示这个角色源于他在康普顿成长过程中的真实见闻，虽然对这类人物怀有复杂情感，但希望通过表演展现他们的危险性和悲剧性。

## 影响力
内幕网与美国有线电视新闻网编辑团队曾撰文指出，肯德里克·拉马尔是2010年代最具影响力的音乐人之一，其艺术成就标志着当代嘻哈文化与流行文化的重大转型。在“黑人的命也是命”社会运动及2016年美国总统大选后的系列事件中，他的作品被广泛传唱为抗争歌。美国研究学者威廉·霍因斯（William Hoynes）指出，拉马尔秉持的进步主义理念使其跻身于非裔艺术家与活动家行列——这些先驱者“在主流与非主流领域同时发力，致力于对抗白人主导媒体与文化中滋生的种族主义偏见”。《时尚先生》评论员马特·米勒（Matt Miller）认为，拉马尔近年来的音乐录影带创作重新确立了影像作为社会批判载体的价值。
肯德里克·拉马尔的作品持续获得专业认可与商业成功，并得到业界前辈的鼎力支持。其斩获普利策音乐奖被视为美国文化精英阶层正式承认嘻哈音乐“作为合法艺术形式”的标志性事件。纳斯、布鲁斯·斯普林斯汀、埃米纳姆、Dr. Dre、王子、麦当娜等资深音乐人均对其音乐才华给予高度评价。大卫·鲍伊生前最后专辑《黑星》（2016）的创作灵感源自拉马尔的《蝴蝶毁灭录》，前者的制作人托尼·维斯康蒂将拉马尔誉为“音乐产业的破局者”。法瑞尔·威廉姆斯将其誉为“我们这个时代最伟大的作家之一”，并将其与鲍勃·迪伦相提并论。并且，拉马尔的艺术影响力辐射至众多当代音乐人，防弹少年团、杜阿·利帕、造物主泰勒、罗迪·里奇与罗莎莉娅等新生代艺人均公开承认受其启迪。创作型歌手洛德推崇其为"当代乐坛最具人气与影响力的艺术家"。

## 奖项与成就

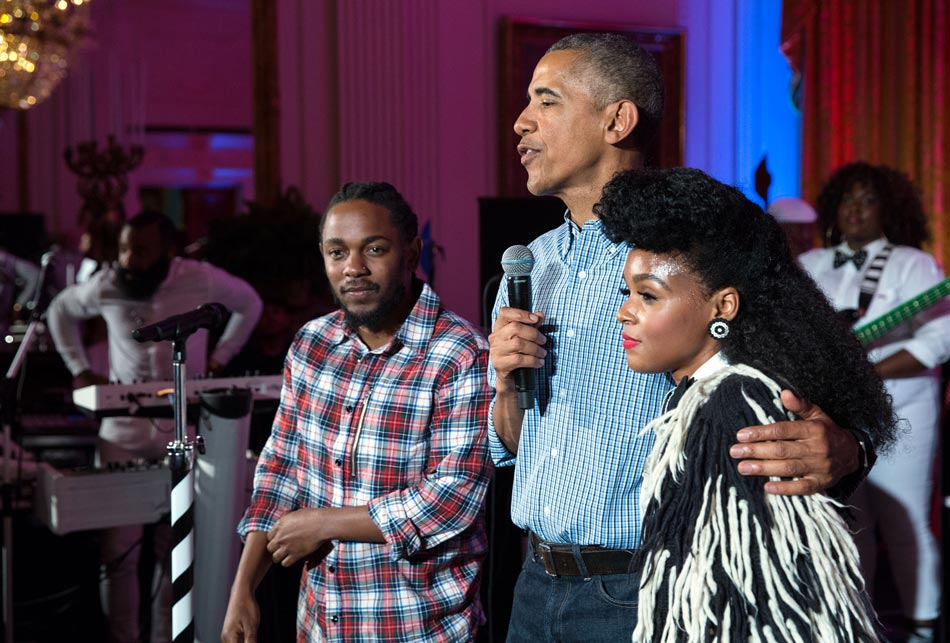
拉马尔（左）、贝拉克·奥巴马（中）和加奈儿·梦奈（右）在2016年白宫独立日庆祝活动上

在其职业生涯中，肯德里克·拉马尔共获得了22座格莱美奖（在说唱歌手中排名第三），1座黄金时段艾美奖、4座全美音乐奖、37座BET嘻哈奖（为历史最多）、11座MTV音乐录影带大奖（其中两次获得年度最佳录影带奖）、7座公告牌音乐奖和1座全英音乐奖。作为词曲创作者，他还获得过奥斯卡金像奖和金球奖提名。在第58届格莱美奖中，拉马尔以11项提名创下说唱歌手单届最多提名纪录。2023年第65届格莱美奖上，他成为继比利·乔尔之后，首位凭借连续四张个人录音室专辑入围“年度专辑”提名的艺人，跨越音乐流派。
拉马尔多次出现在各类权力与影响力榜单中。2015年，他入选《Ebony》杂志的“Power 100”非裔美国人影响力人物榜单；2016年，《时代》杂志将他列入“时代百大人物”；2019年他登上福布斯世界百大名人权力榜，并在2014年与2018年两次入选“30位30岁以下精英榜”音乐类目。拉马尔分别在2015年与2023年两度入选《公告牌》“史上最伟大说唱歌手”榜单，《Complex》则在2013年、2017年与2024年三度将他评为“当代最佳说唱歌手”，并在2013、2015和2016年将他列入“二十多岁最强说唱歌手”前二十名。2015年5月，加利福尼亚州参议院因他在音乐与慈善领域的杰出贡献授予其“世代象征”称号。他曾担任康普顿圣诞游行的总指挥，还因积极代表家乡形象而获得康普顿市钥匙。2024年6月7日，他担任康普顿学院的毕业典礼惊喜致辞嘉宾。此外，他是第五位单独登上《时尚芭莎》封面的男性。

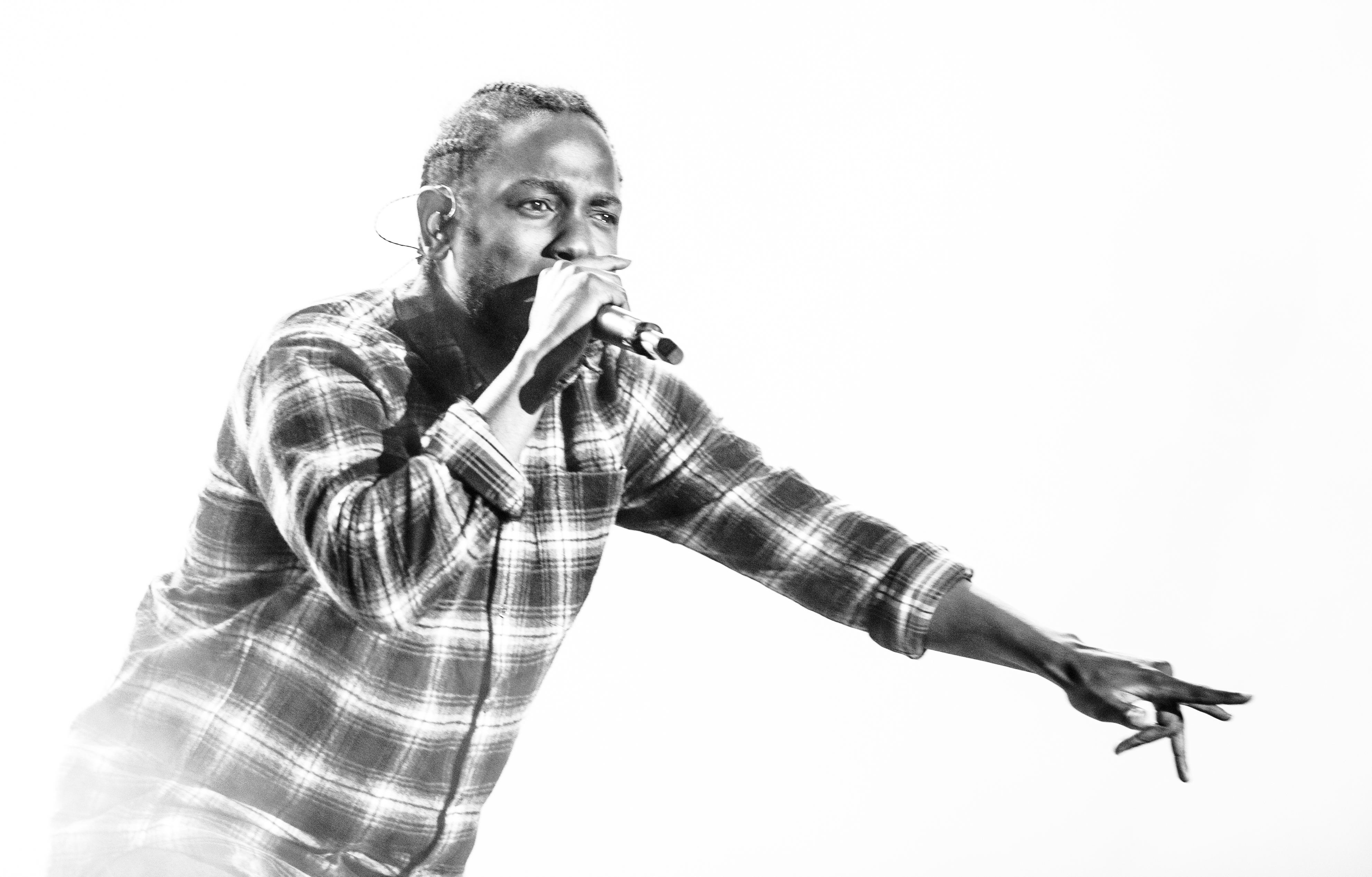
拉马尔在2016年贝尼卡西母音乐节

拉马尔的多张专辑作品亦被誉为经典。《Good Kid, M.A.A.D City》《To Pimp a Butterfly》与《该死》均入选《滚石》杂志票选的滚石杂志五百强专辑与“史上200张最伟大嘻哈专辑”榜单。其中，《Good Kid, M.A.A.D City》还被列为“史上100张最佳出道专辑”之一，并被评为“最伟大的概念专辑”；2024年，它更被Apple Music评为“史上第七大专辑”。《To Pimp a Butterfly》被多家权威媒体评为2010年代最重要的专辑之一，其中歌曲〈Alright〉被Spotify评为“串流时代最伟大的嘻哈歌曲”。截至2023年2月，该专辑在Rate Your Music网站的用户评分中位居第一。《Damn》则于2018年荣获普利策音乐奖，成为历史上首部非古典或爵士类别中获此殊荣的音乐作品。此外，《Damn》的世界巡演以及2022至2024年举办的“Big Steppers”巡演，均跻身历史上最赚钱的嘻哈巡演行列。

## 作品列表

### 录音室专辑
- 《Section.80》（2011）
- 《好孩子．瘋狂城市（英语：Good Kid, M.A.A.D City）》（2012）
- 《美國蝴蝶夢（英语：To Pimp a Butterfly）》（2015）
- 《該死》（2017）
- 《士氣先生&幹大事者（英语：Mr. Morale & the Big Steppers）》（2022）
- 《GNX（英语：GNX (album)）》（2024）

### 混音帶
- 《Youngest Head Nigga in Charge》（2003）
- 《Training Day》（2005）
- 《C4（英语：C4 (mixtape)）》（2009）
- 《Overly Dedicated》（2010）

### 合輯
- 《原生嘻哈（英语：Untitled Unmastered）》（2016）

### 电影
- 《未命名的特雷·帕克电影》（2026）